# 韩国著作权委员会
韩国著作权委员会是代表大韩民国政府處理版权相关事务的韩国机构。韩国著作权委员会研究版权政策和立法以及审议版权相关问题並调解版权纠纷。